# Saint-Léonard (Huy)
Pour les articles homonymes, voir Saint-Léonard.
Saint-Léonard est un village de la commune et ville belge de Huy, située en Région wallonne dans la province de Liège. 
Avant la fusion des communes, il faisait partie de la commune de Ben-Ahin.

## Géographie
Saint-Léonard est implanté sur un plateau (altitude jusqu'à 210 m) dominant la ville de Huy. La localité se trouve au-dessus de trois versants assez abrupts. Au nord, le versant boisé de la Meuse, à l'est, celui du Hoyoux et au sud, celui du petit ruisseau d'Entre-Deux-Thiers. La localité fait partie de l'Ardenne condrusienne.

## Description
Le village compte plusieurs quartiers contigus : Vacheresse, Cherave, Camp de Corroy et Entre-Deux-Thiers. Quelques fermes et fermettes composaient les premières habitations de Saint-Léonard. Parmi celles-ci, on peut citer la ferme de Corroy. 
De nombreuses constructions récentes se sont ajoutées faisant de Saint-Léonard un quartier résidentiel proche de la ville de Huy.

## Patrimoine
Dans le quartier de Cherave, la petite église Saint-Léonard a été bâtie en briques rouges et pierres de taille au milieu du XIXe siècle. Elle remplace une ancienne chapelle de la léproserie construite au Moyen-âge.
La tour Joseph ou tour du Mont Corroy est dressée au bout d'une rue en cul-de-sac. Elle domine la vallée du Hoyoux qui coule plus de 110 m plus bas (sentier pour y accéder).